# Rick Priestley
Rick Priestley er en tidligere spildesigner for Games Workshop fra byen Lincoln i England.
Priestley var en af de oprindelige designere for Games Workshops spil Warhammer samt den primære forfatter til den første udgave af Warhammer 40.000. Siden de tidlige udgaver af spillene har han ofte medvirket som den primære eller sekundære forfatter til samtlige regelbøger og skønlitterære værker i forbindelse med de to førende Games Workshop spil.
Indtil Priestley forlod Games Workshop i november 2010, skrev han jævnligt for magasinet White Dwarf. Skønt han i de senere år sjældent medvirkede i Games Workshops større projekter, er han formodentligt det mest kendte medlem af firmaet.